# Gertrude Himmelfarb
Gertrude Himmelfarb, (Nova Iorque, 8 de agosto de 1922 – 30 de dezembro de 2019) também conhecida como Bea Kristol, foi uma historiadora americana. Ela era uma expoente da interpretação conservadora da história e da historiografia. A autora escrevia extensivamente sobre a história intelectual, com foco na história britânica e na Era Vitoriana, bem como sobre a sociedade e cultura contemporâneas.

## Biografia
Himmelfarb nasceu no Brooklyn em Nova Iorque e era filha de pais russos com ascendência judaica. Graduou-se no Brooklyn College, em 1942, e obteve seu doutorado na Universidade de Chicago em 1950. Ela também estudou na Jewish Theological Seminary e em Cambridge. Em 1942, se casou com Irving Kristol, conhecido como “O fundador do neoconservadorismo", com quem teve dois filhos: Elizabeth Nelson e Willian Kristol, que é comentarista político do Weekly Standard. Himmefarb continuou envolvida nos círculos conservadores judaicos.
Professora emérita da Universidade da Cidade de Nova Iorque, ela colecionou diversos prêmios e honrarias. Himmerfarb foi conselheira em diversas universidades e instituições, como o Scholars of the Library of Congress, o Council of Academic Advisors of the American Enterprise Institute e o Council of the National Endowment for the Humanities. Era doutora da Academia Britânica e da American Academy of Arts and Sciences. Em 1991, Himmerfarb recebeu a mais alta honraria do governo federal, conferida aos intelectuais que prestaram grandes serviços à Humanidade – o Jefferson Lecture in the Humanities. Em 2004, recebeu a Medalha Nacional de Humanidades das mãos do presidente dos Estados Unidos.
Himmelfarb morreu no dia 30 de dezembro de 2019, aos 97 anos, por insuficiência cardíaca.

## Historiografia
De origem trotskista, o processo de constante afastamento do marxismo pode ser verificado na crescente amplitude de interesses da autora. O período de estudos para seu doutorado na Inglaterra foi fundamental para essa dissidência das ideias comunistas. Lá, a autora pesquisou para sua tese sobre o historiador conservador Lord Acton e manteve contato com dois grandes filósofos conservadores, Leo Strauss e Michael Oakeshott.
Himmelfarb analisou o papel do Iluminismo em três sociedades distintas: o iluminismo na Grã-Bretanha, nos Estados Unidos e na França. Para a autora, os britânicos seguiram a "sociologia das virtudes" - uma tentativa de entender como se constroem vidas pautadas pelo cuidado com a família e com os vínculos afetivos e sociais em um contexto secular. Já os franceses adotaram a "ideologia da razão", uma vida reduzida ao elemento abstrato racional em detrimento da tradição, de crenças religiosas, angústias morais ou econômicas. E os americanos, por sua vez, produziram uma sólida reflexão sobre as formas de produção de uma sociedade pautada pela "política da liberdade".
A historiadora tinha ajudado o movimento neoconservador nas esferas políticas e intelectuais. Seu marido Irving Kristol ajudou-a a fundar o movimento.
Himmelfarb foi defensora dos métodos históricos tradicionais. Seu livro The New History and The Old (publicado em 1987 e revisado em 2004) é uma crítica da corrente historiográfica chamada de nova história, que procura substituir a antiguidade por uma “história quantitativa” presunçosamente mais “cientifica” que a convencional, mas baseada em um acervo dúbio e parcial. Para a autora, a historiografia marxista deriva de suposições econômicas e modelos que deixam pouco espaço para ideias sobre os reais protagonistas dos eventos da história e a psicanálise depende de teorias e especulações que violam o critério de evidências históricas.
Apesar de se identificar como conservadora, vários políticos de esquerda admiram seu trabalho. Um de seus admiradores é ex-primeiro-ministro e membro do partido trabalhista Gordon Brown. Na introdução do seu livro Roads to Modernity, Gordon diz: “Eu tenho admirado o trabalho histórico de Gertrude Himmelfarb, em particular seu amor pela história das ideias, e sigo seu trabalho desde que eu era um estudante da Universidade de Edimburgo”.

## Livros editados
- Lord Acton, Essays on Freedom and Power (Free Press, 1948) OCLC 1052339
- Milton Himmelfarb, Jews and Gentiles (Encounter Books, 2007) OCLC 70883212
- Irving Kristol, The Neoconservative Persuasion (Basic Books, 2011) OCLC 663459838
- Thomas Robert Malthus, Essay on Population (Modern Library, 1960) OCLC 4901335
- John Stuart Mill, Essays on Politics and Culture (Doubleday, 1962) OCLC 193217
- John Stuart Mill, On Liberty (Penguin, 1974) OCLC 1941475
- Alexis de Tocqueville, Memoir on Pauperism (Ivan Dee, 1997) OCLC 36719602
- The Spirit of the Age: Victorian Essays (Yale University Press, 2007) OCLC 171111099